# Meunasah Pante (Baktiya Barat)
Meunasah Pante is een bestuurslaag in het regentschap Aceh Utara van de provincie Atjeh, Indonesië. Meunasah Pante telt 474 inwoners (volkstelling 2010).